# Communauté de communes du Sammiellois
La communauté de communes du Sammiellois est une communauté de communes française, située dans le département de la Meuse et la région Grand Est.
La communauté, dont le siège social est à Saint-Mihiel, a été créée le 1er janvier 2000.

## Composition
La communauté de communes est composée des 19 communes suivantes :

| Nom                  | Code Insee | Gentilé         | Superficie (km2) | Population (dernière pop. légale) | Densité (hab./km2) |
| -------------------- | ---------- | --------------- | ---------------- | --------------------------------- | ------------------ |
| Saint-Mihiel (siège) | 55463      | Sammiellois     | 33               | 3 848 (2022)                      | 117                |
| Bannoncourt          | 55027      | Bannoncourtois  | 8,72             | 161 (2022)                        | 18                 |
| Bislée               | 55054      |                 | 4,96             | 62 (2022)                         | 12                 |
| Chauvoncourt         | 55111      | Chauvoncourtois | 10,04            | 432 (2022)                        | 43                 |
| Dompcevrin           | 55159      | Dompcevrinois   | 10,93            | 369 (2022)                        | 34                 |
| Dompierre-aux-Bois   | 55160      |                 | 8,07             | 37 (2022)                         | 4,6                |
| Han-sur-Meuse        | 55229      |                 | 17,22            | 269 (2022)                        | 16                 |
| Kœur-la-Grande       | 55263      |                 | 12,32            | 164 (2022)                        | 13                 |
| Kœur-la-Petite       | 55264      |                 | 20,33            | 254 (2022)                        | 12                 |
| Lacroix-sur-Meuse    | 55268      | Lacruxiens      | 21,15            | 649 (2022)                        | 31                 |
| Maizey               | 55312      | Mazotins        | 14,91            | 159 (2022)                        | 11                 |
| Ménil-aux-Bois       | 55333      | Mélinois        | 6,71             | 47 (2022)                         | 7                  |
| Les Paroches         | 55401      |                 | 10,24            | 415 (2022)                        | 41                 |
| Ranzières            | 55415      | Ranzièrois      | 14,09            | 90 (2022)                         | 6,4                |
| Rouvrois-sur-Meuse   | 55444      |                 | 6,13             | 195 (2022)                        | 32                 |
| Sampigny             | 55467      | Sampignolais    | 20,53            | 693 (2022)                        | 34                 |
| Seuzey               | 55487      |                 | 4,61             | 85 (2022)                         | 18                 |
| Troyon               | 55521      | Troyonnais      | 13,07            | 231 (2022)                        | 18                 |
| Vaux-lès-Palameix    | 55540      |                 | 10,52            | 59 (2022)                         | 5,6                |

## Compétences
La Communauté de Communes (Codecom) a des compétences obligatoires et optionnelles.
Obligatoires
- Aménagement de l'espace
- Action de développement économique

Optionnelles
- Protection et mise en valeur de l'environnement :
  - Hydraulique
  - Assainissement
  - Déchets
- Politique du logement et d'amélioration du cadre de vie :
  - Politique de l'habitat
  - Amélioration du cadre de vie
  - Politique touristique
- Aménagement et entretien de la voirie
- Services publics (participation aux transports, surveillance périscolaire)
- Équipements culturels, sportifs et sociaux

## Fonctionnement

### Présidence
| Période                                  | Période  | Identité    | Étiquette | Qualité                                  |
| ---------------------------------------- | -------- | ----------- | --------- | ---------------------------------------- |
| Les données manquantes sont à compléter. |          |             |           |                                          |
| 2001 ?                                   | En cours | Régis Mesot |           | Fonctionnaire Maire de Lacroix-sur-Meuse |